# 弗兰克·吉布尼
弗兰克·吉伯尼（英語：Frank Bray Gibney，1924年9月21日—2006年4月9日），美国记者、编辑、作家和学者。曾担任《新闻周刊》编辑。后转任不列颠百科全书编纂委员会副主席并撰写有反映第二次世界大战中太平洋战争的历史书籍。亦参加了电视制片工作。2006年因心脏病去世。
出生於賓夕法尼亞州斯克蘭頓，在紐約市成長，為一位餐廳經營者的兒子。弗兰克在辩论方面表现优异，被授予耶鲁大学的奖学金。。
美國紀錄片導演艾力士·吉伯尼其兒子。